# Pantoclis macrotoma
Pantoclis macrotoma är en stekelart som beskrevs av Jean-Jacques Kieffer 1909. Pantoclis macrotoma ingår i släktet Pantoclis, och familjen hyllhornsteklar. Arten är reproducerande i Sverige.